# Rhyparida weiseana
Rhyparida weiseana es una especie de insecto coleóptero de la familia Chrysomelidae. Fue descrita científicamente en 1995 por Medvedev.